# Vila-robau
Vila-robau és una entitat de població del municipi de Ventalló a l'Alt Empordà, al costat del riu Fluvià. El poble forma part, en el seu conjunt, de l'Inventari del Patrimoni Arquitectònic de Catalunya.

## Descripció
El poble de Vila-robau està situat a escassa distància al nord-oest del nucli urbà de la població de Ventalló, de la que forma part. La part més destacable es localitza a l'extrem de tramuntana del poble, on sorgí un petit nucli agrupat al voltant de l'església vella de Sant Andreu. Actualment, aquest reduït nucli s'organitza al voltant d'un carrer estret de traçat rectilini, que comunica les dues places situades als extrems de tramuntana i migdia, les quals estan relacionades amb les esglésies vella i nova de Sant Andreu. A la banda de llevant, el nucli encara conserva un tram d'un antic carrer porxat i un portal d'accés a l'interior, que actualment presenta el paviment refet. A la banda de ponent, integrada en un dels habitatges actuals, es conserva una torre de defensa medieval. En general, les cases són de planta rectangular, amb les cobertes de teula de diverses vessants i distribuïdes en planta baixa i dos pisos, pis o bé golfes. Tenen obertures rectangulars, amb els emmarcaments bastits amb carreus de pedra desbastats i les llindes planes. Algunes construccions presenten portals d'arc rebaixat o de punt rodó adovellats, i altres obertures més modernes bastides amb maons. Les cases són construïdes amb pedra desbastada, còdols i pedra sense treballar lligat amb morter de calç.

## Història
El topònim del poble podria tenir el seu origen en el nom germànic "Rotwaldi". Antigament, Vila-robau i Palol de Fluvià formaren un sol districte parroquial, la parròquia del qual era Sant Genís de Palol, de la qual era una capella agregada l'església de Sant Andreu de Vila-robau. Actualment al nucli històric encara es pot veure la primera església, preromànica del segle X avui sense culte, i la del segle xviii, actual parròquia. Un altre edifici interessant és Cal Ferrer que té integrat una torre quadrada de defensa construïda vers els segles XV-XVI amb carreus ben escairats i una finestra trilobulada a llevant.
El poble celebra la festa patronal de Sant Genís el cap de setmana proper al 15 d'agost.